# Pfarrkirche Hörersdorf

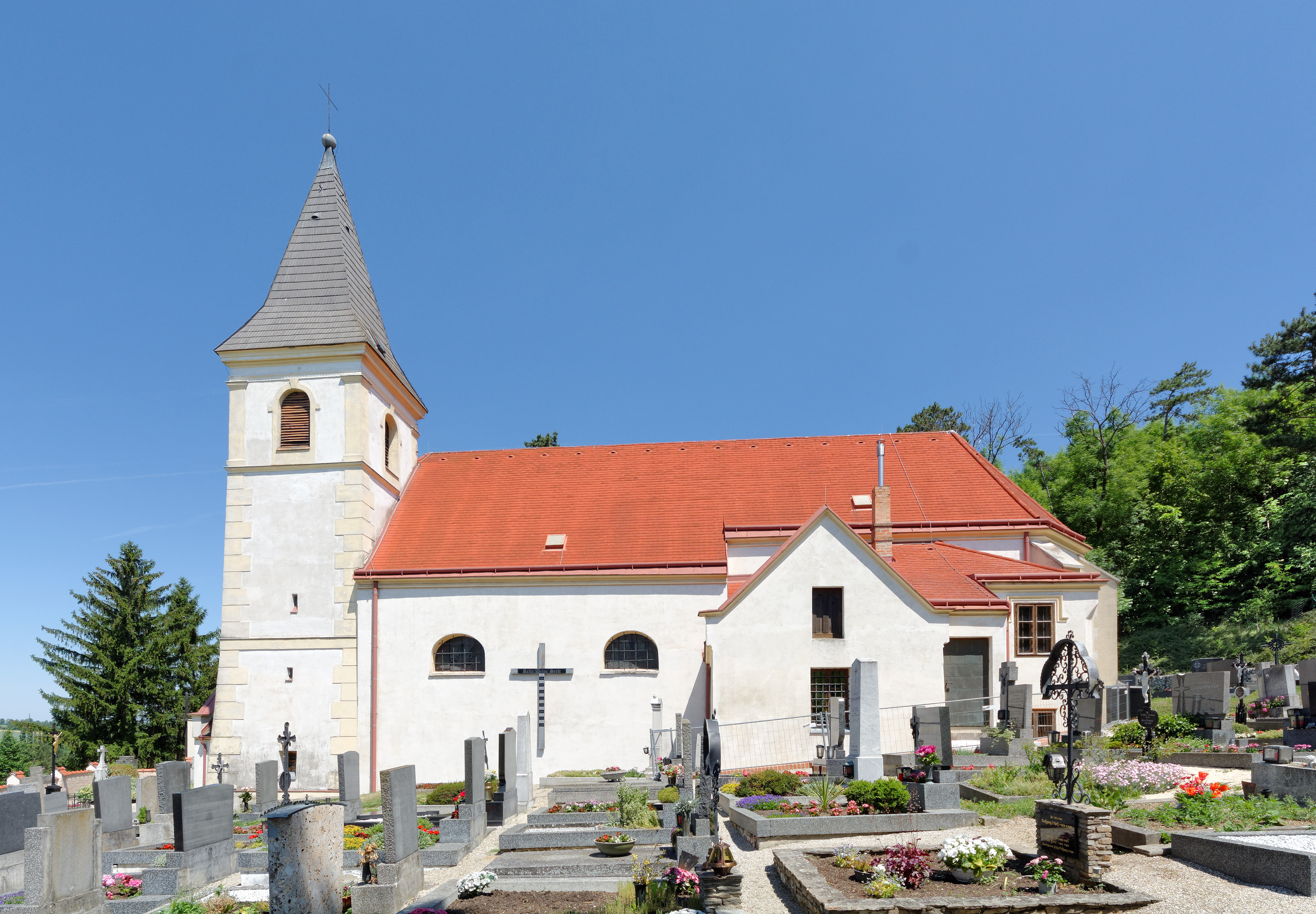
Katholische Pfarrkirche hl. Oswald in Hörersdorf

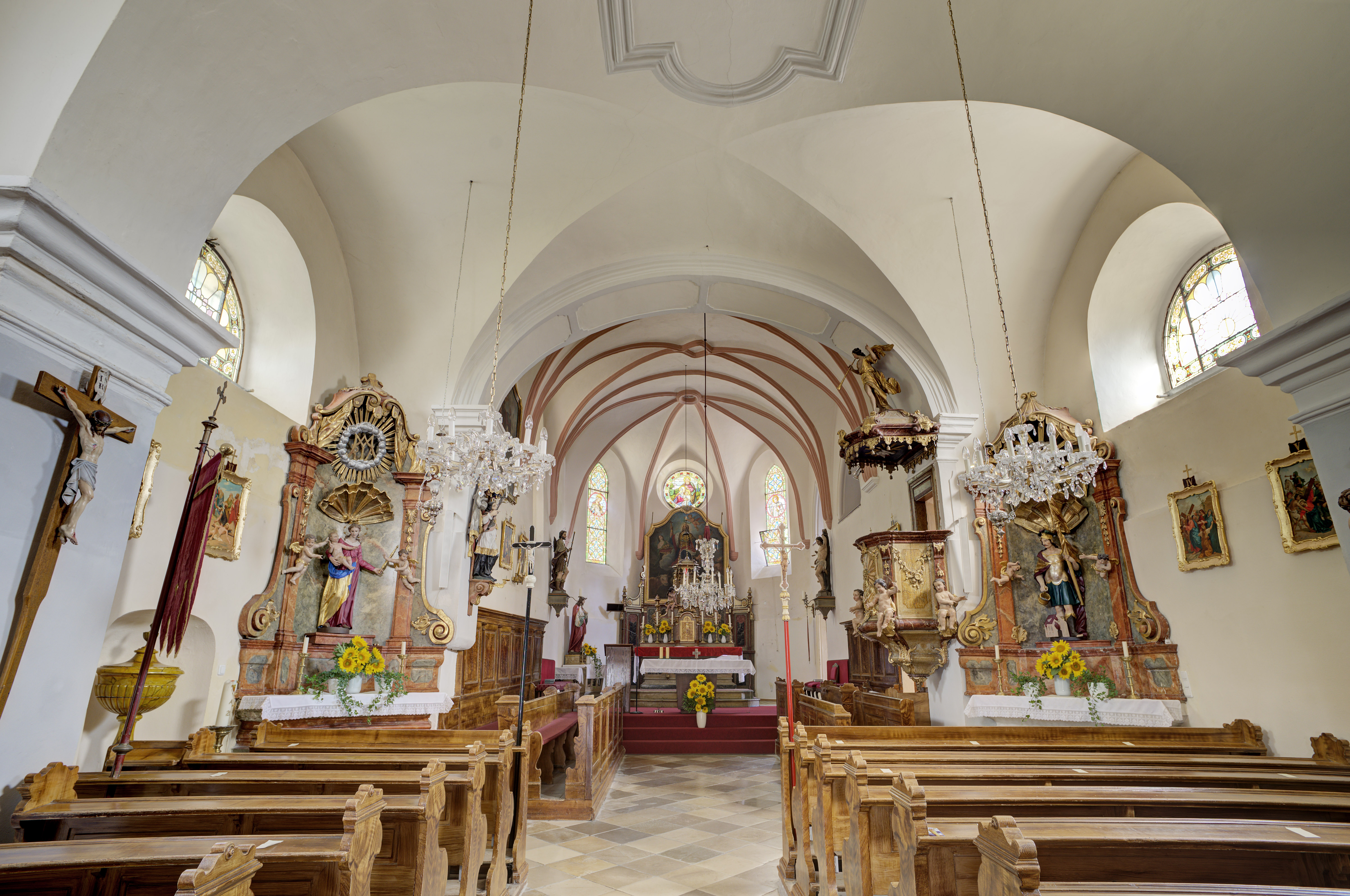
Langhaus, Blick zum Chor

Die römisch-katholische Pfarrkirche Hörersdorf steht auf dem Kirchhügel im Osten der Ortschaft Hörersdorf in der Gemeinde Mistelbach im Bezirk Mistelbach in Niederösterreich. Die dem Patrozinium des hl. Oswald unterstellte Pfarrkirche gehört zum Dekanat Mistelbach-Pirawarth im Vikariat Unter dem Manhartsberg der Erzdiözese Wien. Die Pfarrkirche und der ummauerte Kirchhof stehen unter Denkmalschutz (Listeneintrag).

## Geschichte
Vor 1300 bestand ein Vikariat. Urkundlich wurde 1661 die Pfarre dem Barnabitenkolleg Mistelbach inkorporiert genannt.
Das Langhaus der gotischen Kirche aus dem 14. Jahrhundert wurde um 1700 barockisiert.

## Architektur
Das Kirchenäußere zeigt ein barockisiertes Langhaus und einen eingezogenen gotischen Chor mit einem Fünfachtelschluss unter einem gemeinsamen Satteldach. Der gotische dreigeschoßige Turm ist fast ganz in die Südwestecke des Langhauses hineingestellt, er zeigt ein geböschtes Erdgeschoß und eine Eckquaderung über zwei Geschoße, Schlitzfenster, ein barockes Glockengeschoß und ein Zeltdach aus dem 19. Jahrhundert. Die Westfront hat eine vorgestellte Vorhalle mit einem Giebel, links einen Strebepfeiler und nördlich eine Treppe zur Empore. Der Chor zeigt abgetreppte Strebepfeiler und Spitzbogenfenster, das östlich im Chorhaupt ist vermauert. Südlich am Chor befinden sich ein- und zweigeschoßige Anbauten mit einer Treppe.
Das Kircheninnere zeigt ein halbseitiges nördliches Emporejoch und ein zweijochiges Langhaus mit Kreuzgratgewölben über eingestellten Wandpfeilern mit schwerem Gebälk, am Gebölbe und am eingezogenen rundbogigen Triumphbogen befindet sich Putzfelderdekor. Die Empore aus Holz im ersten Langhausjoch mit einer vorschwingenden Brüstung entstand im 19. Jahrhundert. Der zweijochige Chor hat ein Kreuzrippengewölbe auf Konsolen aus dem 14. Jahrhundert, der Chorschlussstein zeigt das Relief Lamm Gottes, in der südlichen Chorwand befinden sich zwei spitzbogige Emporenöffnungen mit Rundstäben in Hohlkehlen, das Sakristeiportal hat eine Sandsteinrahmung.
Ein romanisches Sandsteinrelief Gekrönter Christus am Kreuz, früher in der Friedhofsmauer verbaut, ist in Verwahrung.

## Einrichtung
Der Hochaltar mit einer Mensa und einem barocken Tabernakelaufbau zeigt das Altarbild hl. Oswald um 1800 in einem geschweiften Rahmen. Die Seitenaltäre aus der ersten Hälfte des 18. Jahrhunderts haben bekrönende Baldachine und tragen barocke Schnitzfiguren, links hl. Maria und rechts hl. Florian.
Am Triumphbogen befindet sich die barocke Schnitzfigur hl. Johannes Nepomuk, weitere Konsolfiguren zeigen die Heiligen Rochus und Sebastian. Ein Ölbild Heilige Familie ist aus der ersten Hälfte des 19. Jahrhunderts.
Die Orgel baute Franz Reusch um 1850/1860.

## Grabdenkmäler
- Im Friedhof befindet sich ein barocker Grabstein mit der Darstellung Kreuzigung um 1750.